# Garde-meuble de la Couronne
Le garde-meuble de la Couronne, appelé aussi le Garde-Meuble (royal), était en France, sous l'Ancien Régime et au cours du XIXe siècle en devenant épisodiquement le Mobilier impérial, l'administration chargée de la gestion du mobilier et des objets d'art destinés à l'ornement des demeures royales. Il désignait aussi le magasin de dépôts géré par cette administration. Depuis 1870, le Garde-meuble a été renommé Mobilier national et fait partie depuis 2025 d'un vaste établissement public incluant les Manufactures nationales.

## Histoire
Dès le XIIIe siècle,  l'Ostel le Roy, les services de l'intendance royale, comprenait un service chargé de pourvoir en meubles et en tapisseries le roi et la cour encore itinérante à l'époque. Il tenait l'inventaire des meubles mais aussi des objets de la Couronne, en assurait le transport d'une résidence royale à l'autre, et s'occupait de leur entretien et d'en fabriquer des nouveaux.
François Ier y constitua par lettres patentes en 1530 les joyaux de la Couronne. En 1604, une administration en tant que telle vit le jour sous Henri IV, nécessitée par l'accroissement des demeures royales, et il fut créé une charge d'Intendant général des meubles de la Couronne. Cette administration devint prestigieuse à partir du règne de Louis XIV avec l'intérêt que lui et ses successeurs porteront au mobilier royal. En 1663, Colbert réorganisa cette administration qui prit le nom de « garde-meuble de la Couronne » avec toujours pour but la gestion patrimoniale mais aussi de célébrer la gloire du roi, ce qui se traduira par le nombre et la valeur des pièces réalisées. La direction de cette nouvelle administration royale est confiée à Gédéon Berbier du Mets avec le titre de « Contrôleur général des meubles de la Couronne ». 

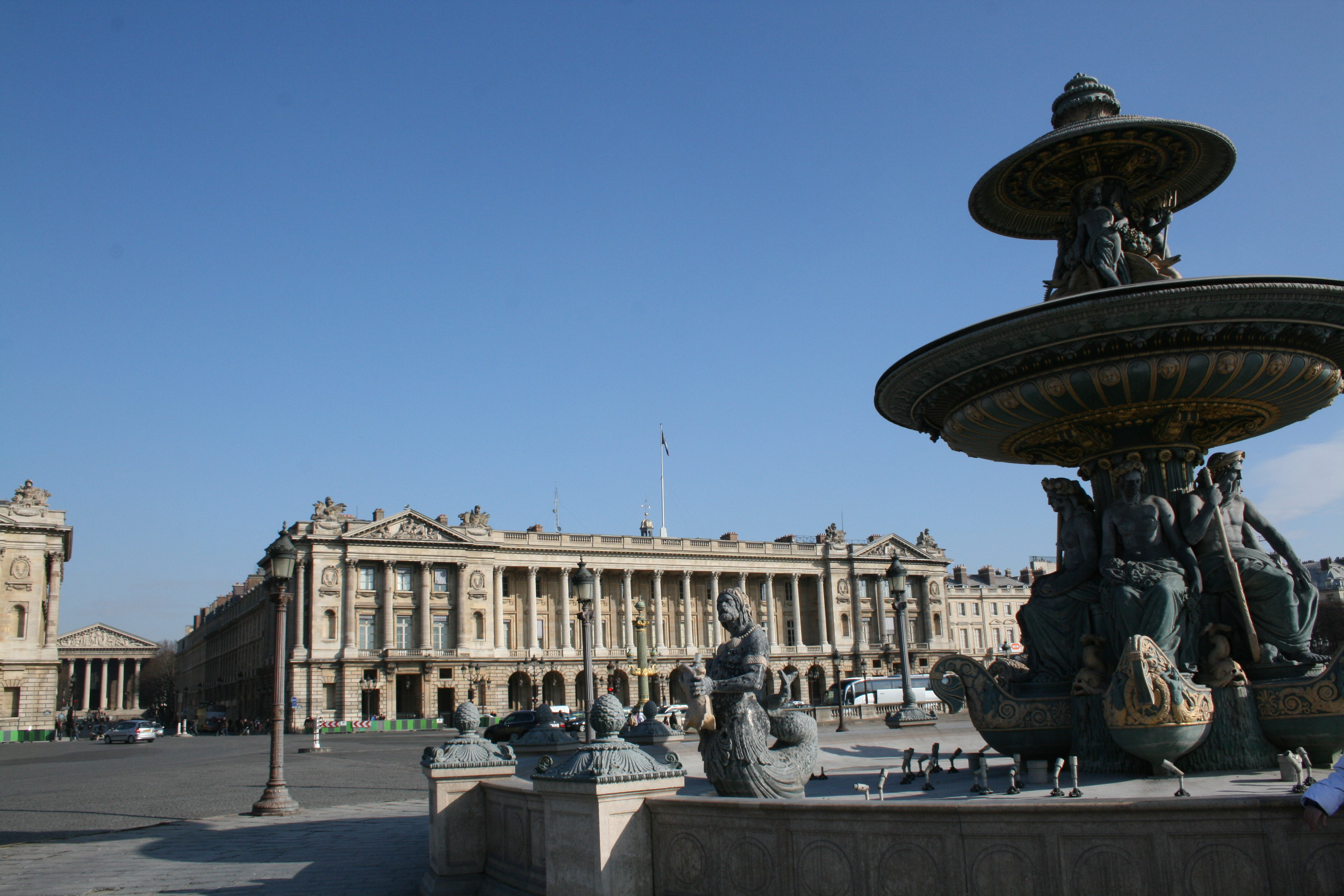
L'hôtel du garde-meuble de la Couronne, dit aujourd'hui hôtel de la Marine, place de la Concorde à Paris.

Le Garde-Meuble est installé à l'hôtel du Petit Bourbon jusqu'en 1758. Il est ensuite déplacé à l'hôtel de Conti (1758-1768) puis à l'hôtel des Ambassadeurs extraordinaires, aujourd'hui Palais de l'Élysée, avant de s'installer en 1772 dans un bâtiment spécialement construit, l'hôtel du garde-meuble de la Couronne, aujourd'hui dit hôtel de la Marine, place de la Concorde à Paris. En 1777, ses salles sont disposées pour permettre la visite des collections tous les premiers mardis de chaque mois de Pâques à la Toussaint, préfigurant ainsi un musée public d'arts décoratifs à Paris.
Après la Révolution qui voit le vol des joyaux de la Couronne en 1792, l'administration est supprimée en juin 1797. Elle renaît en 1800 sous Bonaparte sous le nom de garde-meuble des Consuls avant de devenir en 1804 le Mobilier impérial et de retrouver son lustre avec la vaste politique de réameublement des palais entreprise par Napoléon. Il s'installe alors rue des Orties, dans ce qui est aujourd'hui la Place du Carrousel du Louvre, puis à l'église Notre-Dame-de-l'Assomption, rue Saint-Honoré.
Sous la Restauration, le Garde-Meuble déménage en 1825 dans les bâtiments de l'hôtel des Menus-Plaisirs rue Bergère et enfin au 103 quai d'Orsay en 1852, sur le terrain actuellement occupé par le musée du Quai Branly. 
De nouveau nommé Mobilier impérial sous le Second Empire, l'administration prend son nom actuel de Mobilier national à la chute de celui-ci en 1870.
En 1937, le Mobilier national quitte le terrain du quai d'Orsay, pour accueillir le Centre des métiers de l'Exposition universelle de 1937 et est installé dans un nouveau bâtiment construit par Auguste Perret sur les anciens jardins de la manufacture des Gobelins. En 1959, le Mobilier national est rattaché au ministre chargé des Affaires culturelles et en 1982, il est placé sous la tutelle de la Délégation aux Arts plastiques du ministère de la Culture. En 2025 l'ensemble Mobilier national et manufactures fusionne avec la cité de la céramique pour former un nouvel établissement public.

## Liste des responsables
Liste établie d'après les Almanachs officiels, dossiers de légion d'honneur et la bibliographie indiquée. Les dates avec crochets signifient que ce sont des dates où l'on  sait que le personnage occupe ces fonctions, la période peut s'étendre avant ou après. Les dates sans crochets sont les dates de début ou fin avérées.

### Intendants du garde-meuble de la Couronne
- 1604-? : Etienne de La Font,sieur de La Motte, auditeur de la Chambre des comptes de Rouen, intendant des meubles de la Couronne par lettres de provision du 28 novembre 1604
- 16??-16?? : Jacob de La Font, dates inconnues
- 31 janvier 1620-1627 : Jean Dujon, sieur de La Vallée d’Assigny, trésorier général de la cavalerie légère, intendant des meubles de la Couronne
- 1627-1642 : Pierre Bonnard, contrôleur général des gabelles en la généralité de Paris, intendant général des meubles de la Couronne
- 1642-1658 : Roger Bonnard, intendant général des meubles de la Couronne
- 1658-1662 : Paul Dujardin, intendant général des meubles de la Couronne
- 1662-31 décembre 1663 : Prosper Bauyn, sieur d’Angervillier, intendant général des meubles de la Couronne
- 1663-1703: Gédéon Berbier du Mets
- 1703-1711 : Jean-Baptiste Berbier du Mets
- 1711-1719 : Moïse-Augustin Fontanieu
- 1719-1767 : Gaspard Moïse Augustin de Fontanieu
- 1767-1784 : Pierre-Élisabeth de Fontanieu
- 1784-1792 : Marc-Antoine Thierry de Ville-d'Avray

### Gardes généraux des Meubles de la Couronne
- 1616-?: Jacques Valetz, garde-meuble du roi
- 1630: Nicolas de Jacquinot, garde des meubles du roi
- 1629-1651: Jean Gaboury, garde-meuble et tapissier du roi
- 1651-mars 1653: Charles Moysnier, garde général des meubles de la Couronne
- mars 1653-1665: Henri Guillain, valet de chambre de la reine, garde général des meubles de la Couronne
- 26 juillet 1665-1685: Louis Le Cosquino, sieur de Fulvy (?-1685), garde général des meubles de la Couronne
- 1er octobre 1685-1693: Charles-Lavinio Turola ou Tourolle (?-1693), garde-meuble du palais Mazarin, garde général des meubles de la Couronne
- 7 juin 1693-12 mars 1701: Dominique-Léonard Turola ou Tourolle (?-1701), garde général des meubles de la Couronne
- 12 mars 1701-16 décembre 1704: Macé Courcelles (?-1728), valet de chambre du roi, garde général des meubles de la Couronne
- 16 décembre 1704-17 mai 1728: Claude Nérot (1672-1750), receveur général des domaines à Caen puis à Rouen, commis à la garde des meubles de la Couronne (16 décembre 1704-1716), garde général des meubles de la Couronne (12 mars 1716-17 mai 1728)
- 1742-1748: Charles Tourolle (1693-1748), maréchal des logis du roi, garde général des meubles de la Couronne en survivance (1728-1742), en titre (1742-1748)
- 1748-8 septembre 1750: Claude Nérot, garde général des meubles de la Couronne
- 17 septembre 1750-1753: Philibert Chanousse-Ollivier (1700-1773), garde général des meubles de la Couronne
- 1753-1764: Jean-François Gentil de Cœur vers 1670-1764), garde général des meubles de la Couronne
- 12 juillet 1764-12 mars 1784: Pierre Randon de Pommery (vers 1714-1787), receveur général des finances de la généralité de Soissons, garde général des meubles de la Couronne; Marc-Antoine-François Randon de La Tour (1736-1793), garde général des meubles de la Couronne en survivance (2 septembre 1769-12 mars 1784)
- 12 mars 1784-1792: Alexandre Lemoine de Crécy (1735-1794), garde général des meubles de la Couronne